# 小宮豊隆
小宮 豊隆（こみや とよたか、1884年〈明治17年〉3月7日 - 1966年〈昭和41年〉5月3日）は、日本の独文学者・文芸評論家・演劇評論家。東北大学名誉教授。日本学士院会員。

## 経歴
福岡県仲津郡久富村（現・京都郡みやこ町）に生まれる。少年期に父を失うが、祖母と母のもと裕福な家庭で育つ。旧制の福岡県立豊津中学校（現・福岡県立育徳館高等学校）を経て第一高等学校 (旧制)（現・東京大学教養学部）に進む。同期に安倍能成、中勘助、藤村操、尾崎放哉、岩波茂雄がいた。
1905年（明治38年）東京帝国大学文科大学独文科に入学。大学時代に夏目漱石の門下（木曜会）となり、寺田寅彦、森田草平、芥川龍之介、内田百閒、鈴木三重吉、久米正雄、松岡譲、野上豊一郎、津田青楓たちと交際。1908年卒業。1920年海軍大学校嘱託教授、1922年法政大学教授、23-24年欧州滞在。1925年東北帝国大学法文学部教授。1946年同定年退官（48年名誉教授）。
独文学者としては、東北帝国大学法文学部教授や図書館長や慶應義塾大学講師を務めた。1946年（昭和21年）に東北帝国大学を辞してからは、東京音楽学校（現・東京藝術大学）の校長や国語審議会委員などを歴任。東京音楽学校の校長時代に、森田たまの紹介で伊福部昭を作曲科講師に迎えた。49年退職。1950年（昭和25年）3月には当時学習院院長だった安倍能成に招聘され、学習院女子短期大学（現・学習院女子大学）の初代学長に就任。1957年（昭和32年）3月まで務めた。1951年に学士院会員となる。

## 家族
- 父・小宮弥三郎（1894年没） - 農事修学場農学科出身[5]。旧制中学教師[1]。豊隆は11歳で父を亡くし、母と祖母に育てられる。
- 従兄・丹村泰介 - 母の姉の子[6]。小笠原藩使番・犬塚弥太郎の三男で丹村国彦の養子。医学博士[7]。熊本の第五高等学校在学中に夏目漱石に俳句を学ぶ。京都帝国大学卒。
- 従兄・犬塚武夫 - 母の姉の子。犬塚弥太郎の長男[8]。不動貯金銀行取締役支配人。東京高商卒業後大蔵省に入り、明治35年にケンブリッジ大学留学中、ロンドンの下宿で漱石と同宿したのが縁で一生の親交を結び、漱石の投資アドバイザーを務めた[9][10]。豊隆は東大入学時に武夫の紹介で漱石に会い、保証人になってもらった[10]。
- 長男・小宮書之助 - 農学者
- 三男・小宮曠三 - 独文学者
- 四女・脇昭子（1927年生） - 脇圭平の妻。日本女子大学卒。

## 夏目漱石との関わり
夏目漱石の門下生として、大正6年に始まる『漱石全集』編纂に長く関わり、伝記等多くの優れた著作を残した。他方、漱石を崇拝する余り神格視することが多いとして、「漱石神社の神主」と揶揄されることが戦後の一時期にあった。
漱石の『三四郎』のモデルとしても知られる。俳号の逢里雨（ほうりう）は、豊隆の音読み（ほうりゅう）に別の字を宛てたもの。

## 文芸・演劇に関して
能や歌舞伎や俳句などの伝統芸術にも造詣が深かった。特に松尾芭蕉に関しては、1925年（大正14年）から、「閑さや岩にしみ入る蝉の声」に出てくる蝉はアブラゼミかニイニイゼミかという問題を巡って齋藤茂吉と2年越しの論争をおこなった。小宮は「しづかさや、とか、岩にしみ入るといった表現 は、威勢のよいアブラゼミにはふさわしくない。この蝉は、ニイニイゼミであろう」と主張。結局、この句は山形県の立石寺で旧暦5月27日（新暦で7月下旬）に作られたことと、この時期に山形でアブラゼミは鳴かないことが明らかになり、齋藤は論破された。
小宮が一般になじみ深いのは、漱石や寺田寅彦の編纂・伝記を通じてである。1954年（昭和29年）には、浩瀚な漱石伝『夏目漱石』（1938年の初版を新書版三冊に改訂刊行したもの）で日本芸術院賞を受賞。
また初代中村吉右衛門を若い頃から評価し、折々に吉右衛門論を綴ったものが、後年『中村吉右衛門』として纏まっている。歌舞伎、能、俳句等、日本文化の諸相に通じた論客であった。
ロシアのイワン・ツルゲーネフやスウェーデンのヨハン・アウグスト・ストリンドベリの訳書もあり、本来の専門分野にとらわれない幅広い活動をおこなった。ロシア出身の日本学者の祖セルゲイ・エリセーエフとは終生の友人であった。

## 邦楽科廃止論争
東京音楽学校校長時代の1948年に、小宮が同校の邦楽科を廃止する案を提出し，大きな論争を巻き起こした。東京音楽学校の邦楽科は1930年に設けられていたが、「それは国粋主義からであり、当時の校長乗杉嘉寿のゴリ押しによるものだ」という意見が学内にあり、小宮を支持する洋楽教授の中には「着物に白足袋はいて三味線をペンペンやられるのは目ざわり耳ざわりだ」と言う者まであった。
これに対して，吉川英史や小泉文夫ら、邦楽科教官や学生，卒業生らを中心にして反対運動が起き、問題は国会にまでもちこまれた。結果として廃止案は退けられ、音楽学校に代わって翌年新設されることになっていた東京芸術大学に邦楽科を設置する要望が文部委員会によって決議され、1950年には正式に設置された。
小宮の主張は、邦楽は過去の芸術であり、大学で教育すべきほどのものではないゆえ、邦楽科を廃止し、代わりに邦楽研究所を設ければいいというものであった。また新聞紙上にて、「（邦楽が）世界の芸術の仲間入りをするためには必ず洋楽の過程を経なければならぬというのが自分の信念だ」と述べ、国会でも「邦楽に将来の発展性はない。琴や三味線は遊里や芝居に結びついた江戸時代の町人文化に過ぎず、国家や国民の役に立つものではない」といった邦楽を低俗とみなす内容の答弁を行なった。

## 著書
- 『烙印』春陽堂, 1913
- 『演劇評論』日月社, 1914
- 『伝統藝術研究』岩波書店, 1923
- 『落葉集』春陽堂 1923
- 『批評集』岩波書店, 1923
- 『芭蕉の研究』岩波書店, 1933、復刊1982、角川文庫, 1956
- 『巴里滞在記』岩波書店, 1934、復刊1987
- 『神楽研究資料』旅と伝説, 1934
- 『能と歌舞伎』岩波書店, 1935
- 『漱石襍記』小山書店, 1935、角川文庫, 1955
- 『演劇論叢』聖文閣, 1937
- 『夏目漱石』岩波書店, 1938 - 本書に関しては｢参考文献｣を参照
各 上中下で、同・新書判, 1953、新版1975ほか／岩波文庫, 1986-87、新版1999ほか
- 『啄木鳥 随筆集』中央公論社, 1941
- 『漱石・寅彦・三重吉』岩波書店, 1942、復刊1983、角川文庫, 1952
- 『漱石の藝術』岩波書店, 1942、復刊1994ほか - 『漱石全集』解説を集成
- 『人と作品』小山書店, 1943
- 『芭蕉と紀行文』生活社, 1945
- 『断層』白日書院, 1946
- 『悲劇と喜劇』福村書店, 1947
- 『芭焦・世阿弥・秘伝・勘』白日書院, 1947
- 『巴里の旅 モスコウ藝術座観劇記』好学社, 1949
- 『知られざる漱石』弘文堂, 1951
- 『歌舞伎』未來社, 1952
- 『人のこと 自分のこと』角川書店, 1955
- 『茶と利休』角川書店, 1956、角川新書, 1964
- 『身辺歳時記』角川書店, 1957
- 『芭蕉句抄』岩波新書, 1961、復刊1989
- 『中村吉右衛門』岩波書店, 1962、復刊1982、岩波現代文庫, 2000
- 『藝のこと・藝術のこと』角川書店, 1964
- 『ベルリン日記』角川書店, 1966
- 『イタリー日記』角川書店, 1979
- 『蓬里雨句集』小宮恒子 1984 私家版
- 『漱石先生と私たち』中公文庫 2023.11

## 編・校訂
- 芭蕉俳諧論集 共編 岩波文庫、1939年、復刊1993年
- 寺田寅彦随筆集 岩波文庫 全5巻、1948年、のち改版＋ワイド版
- 文暁「花屋日記 芭蕉臨終記」岩波文庫、1952年、復刊2017年
- 明治文化史 第9巻 音楽演芸編、洋々社、1954年、原書房、1980年。開国百年記念文化事業会編
- 明治文化史 第10巻 趣味娯楽編、洋々社、1955年、同上
- 校本芭蕉全集 角川書店 全10巻・別巻1、1967-1970年。監修
  - 富士見書房、1988-1991年、角川学芸出版（オンデマンド版）、2013年

## 翻訳
- 罪 ズウダアマン 博文館, 1914
- アウグステイン論 ルドルフ・オイケン 日月社, 1915
- 下女の子 ストリントベルク 岩波書店, 1924
- 父 ストリントベルク 岩波文庫,1927
- 幽霊曲 ストリントベルク 岩波文庫, 1927
- 稲妻 ストリントベルク 岩波文庫, 1927
- アナトール シュニッツラー 岩波文庫, 1928
- ヴィルヘルム・マイステルの徒弟時代 ゲーテ 岩波文庫 全3巻, 1953